# Et moi, et moi, et moi (chanson)
Pour les articles homonymes, voir Moi et Moi, moi et moi.
Pour l’article ayant un titre homophone, voir Émoi émoi et moi.
Singles de Jacques Dutronc
Les Play-Boys
(1966)
Clip vidéo
[vidéo] « Jacques Dutronc - Et moi, et moi, et moi », sur YouTube
Et moi, et moi, et moi est une chanson française de l'auteur-compositeur-interprète Jacques Dutronc, écrite par Jacques Lanzmann. Ce premier EP de sa carrière est extrait de son 1er album Jacques Dutronc (album) de 1966, chez Vogue,. Un des plus importants succès de son répertoire, et un des classiques de la chanson française. 

## Historique
À l'origine guitariste solo du groupe El Toro et les Cyclones, puis guitariste d'Eddy Mitchell, et compositeur, Jacques Dutronc passe pour la première fois au chant avec ce premier tube de sa carrière Et moi, et moi, et moi, dont il a composé la musique, avec des paroles de Jacques Lanzmann. Elle est initialement destinée au chanteur Benjamin, mais son interprétation ne satisfait pas Jacques Wolfsohn, son producteur chez Vogue. Le texte est ensuite confié à Hadi Kalafate, bassiste d'El Toro et les Cyclones, mais c'est finalement Jacques Dutronc (assistant de Jacques Wolfsohn chez Vogue) qui s'avère avoir la voix qui convient le mieux.
Jacques Dutronc est alors âgé de 23 ans quand il interprète cette chanson de rock psychédélique français, avec son profil de dandy parisien, et son humour ironique, satirique, voire sarcastique et désinvolte qui le caractérise. Il l'enregistre en s'accompagnant à la guitare « Sept cent millions de chinois, et moi, et moi, et moi, avec ma vie, mon petit chez-moi, mon mal de tête, mon point au foie, j'y pense et puis j'oublie, c'est la vie, c'est la vie...». Le succès fulgurant de ce 1er album Jacques Dutronc (album) le propulse alors aux sommets des ventes et des célébrités de la pop française des années 1960, avec ses premiers tubes Les Cactus, Les Play-Boys, J’aime les filles,...
Il reprend ce tube de sa carrière entre autres avec Les Vieilles Canailles, avec Johnny Hallyday et Eddy Mitchell, pour leur album Les Vieilles Canailles Le Live de 2019.

## Ventes
La chanson s'est écoulée à plus de 100 000 exemplaires en France.

## Titres

### Face A
| No | Titre                             | Durée |
| -- | --------------------------------- | ----- |
| 1. | Et moi, et moi, et moi            | 02:55 |
| 2. | J'ai mis un tigre dans ma guitare | 02:21 |

### Face B
| No | Titre                                    | Durée |
| -- | ---------------------------------------- | ----- |
| 1. | Mini, mini, mini                         | 01:54 |
| 2. | Les gens sont fous, les temps sont flous | 03:03 |

## Jukebox
Deux 45 tours jukebox (2 titres) sont tirés de cet EP :
- Et moi, et moi, et moi
- Mini-mini-mini

## Classements
| Classement (1966)                       | Meilleure place |
| --------------------------------------- | --------------- |
| France (IFOP)                           | 6               |
| Belgique (Wallonie Ultratop 50 Singles) | 4               |
| Allemagne (Media Control AG)            | 24              |

## Adaptations étrangères
- 1967 : deux versions sont publiées en Italie, Il mondo va cosi de Franco Battiato, et E voi, e voi, e voi de Gene Guglielmi.
- 1968 : Bob Azzam et son orchestre ont repris la chanson dans une version en anglais intitulée The Story of My Life sur son album New Sounds.
- 1973 : Mungo Jerry, le groupe qui a connu un succès mondial avec In the Summertime, a enregistré une version anglaise intitulée Alright, Alright, Alright, classée no 3 dans les Charts britanniques.
- 1995 : un combo anglo-français « Dutronc ! Dutronc ! Dutronc! » (patronyme hommage à un « Et moi ! Et moi ! Et moi ! ») reprend une collection de tube de Jacques Dutronc sur son album éponyme paru en 1995, dont le titre en question (label Garden Records, ref. DGLP-70).
- 2004 : un enregistrement de la version italienne Il mondo va cosi par Jacques Dutronc figure sur le disque 6 de la compilation Intégrale Les Cactus.

## Hommages
- Dans la chanson « Telle est la télé » (1974) de Serge Gainsbourg, il est fait une allusion à la chanson de Jacques Dutronc à propos de l'Assemblée nationale qui vote une motion de censure[14].